# كورنينغ (نيويورك)
كورنينغ (بالإنجليزية: Corning (city), New York)‏ هي مدينة تقع في الولايات المتحدة في مقاطعة ستوبين، نيويورك. يقدر عدد سكانها بـ 11,183 نسمة ومساحتها 8.5 كم2 وترتفع عن سطح البحر 284 متر.

## التركيبة السكانية
حدّد مكتب تعداد الولايات المتحدة بيانات التركيبة السكانية لكورنينغ في تعداد الولايات المتحدة. في ما يلي، التركيبة السكانية حسب تعدادي 2000 و2010.

### تعداد عام 2000
بلغ عدد سكان كورنينغ 10,842 نسمة بحسب تعداد عام 2000، وبلغ عدد الأسر 4,996 أسرة وعدد العائلات 2,669 عائلة مقيمة في المدينة. في حين سجلت الكثافة السكانية 1,283.1 نسمة لكل كيلومتر مربع (3,323.2/ميل2). وبلغ عدد الوحدات السكنية 5,509 وحدة بمتوسط كثافة قدره 652 لكل كيلومتر مربع (1,688.7/ميل2).
وتوزع التركيب العرقي للمدينة بنسبة 93.94% من البيض و2.84% من الأمريكيين الأفارقة و0.34% من الأمريكيين الأصليين و1.49% من الأمريكيين ذوي الأصول الآسيوية و0.01% من سكان جزر المحيط الهادئ و0.24% من الأعراق الأخرى و1.13% من عرقين مختلطين أو أكثر و0.79% من الهسبانيون أو اللاتينيون من أي عرق.
بلغ عدد الأسر 4,996 أسرة كانت نسبة 28.1% منها لديها أطفال تحت سن الثامنة عشر تعيش معهم، وبلغت نسبة الأزواج القاطنين مع بعضهم البعض 37.6% من أصل المجموع الكلي للأسر، ونسبة 12.3% من الأسر كان لديها معيلات من الإناث دون وجود شريك، بينما كانت نسبة 3.5% من الأسر لديها معيلون من الذكور دون وجود شريكة وكانت نسبة 46.6% من غير العائلات. تألفت نسبة 40.1% من أصل جميع الأسر من عدة أفراد يعيشون في نفس المنزل ونسبة 15.5% كانت تتألف من شخص يعيش بمفرده يبلغ من العمر 65 عاماً أو أكثر. وبلغ متوسط حجم الأسرة المعيشية 2.14، أما متوسط حجم العائلات فبلغ 2.89.
بلغ العمر الوسطي للسكان 37.5 عاماً. وكانت نسبة 23.3% من القاطنين تحت سن الثامنة عشر، وكانت نسبة 8.6% بين الثامنة عشر والرابعة والعشرين عاماً، ونسبة 29.1% كانت واقعةً في الفئة العمرية ما بين الخامسة والعشرين والرابعة والأربعين عاماً، ونسبة 21% كانت ما بين الخامسة والأربعين والرابعة والستين، ونسبة 16.8% كانت ضمن فئة الخامسة والستين عاماً فما فوق. يوجد لكل 100 أنثى 88.3 ذكر، ويوجد لكل 100 أنثى في الثامنة عشر من عمرها فما فوق 84.4 ذكر.
بلغ متوسط دخل الأسرة في المدينة 32,780 دولارًا، أما متوسط دخل العائلة فبلغ 46,674 دولارًا. وكان متوسط دخل الذكور 39,805 دولارًا مقابل 27,489 دولارًا للإناث. وسجل دخل الفرد الخاص بالمدينة 22,056 دولارًا. وكانت نسبة 9.1% من العائلات ونسبة 13% من السكان تحت خط الفقر، وكان من هؤلاء نسبة 18.7% تحت سن الثامنة عشر ونسبة 3.8% في الخامسة والستين من العمر وما فوق.

### تعداد عام 2010
بلغ عدد سكان كورنينغ 11,183 نسمة بحسب تعداد عام 2010، وبلغ عدد الأسر 5,080 أسرة وعدد العائلات 2,619 عائلة مقيمة في المدينة. في حين سجلت الكثافة السكانية 1,323.4 نسمة لكل كيلومتر مربع (3,427.6/ميل2). وبلغ عدد الوحدات السكنية 5,519 وحدة بمتوسط كثافة قدره 653.1 لكل كيلومتر مربع (1,691.5/ميل2).
وتوزع التركيب العرقي للمدينة بنسبة 91.83% من البيض و3.18% من الأمريكيين الأفارقة و0.29% من الأمريكيين الأصليين و1.81% من الأمريكيين ذوي الأصول الآسيوية و0.01% من سكان جزر المحيط الهادئ و0.56% من الأعراق الأخرى و2.32% من عرقين مختلطين أو أكثر و2.42% من الهسبانيون أو اللاتينيون من أي عرق.
بلغ عدد الأسر 5,080 أسرة كانت نسبة 28.2% منها لديها أطفال تحت سن الثامنة عشر تعيش معهم، وبلغت نسبة الأزواج القاطنين مع بعضهم البعض 33.4% من أصل المجموع الكلي للأسر، ونسبة 13.3% من الأسر كان لديها معيلات من الإناث دون وجود شريك، بينما كانت نسبة 4.9% من الأسر لديها معيلون من الذكور دون وجود شريكة وكانت نسبة 48.4% من غير العائلات. تألفت نسبة 39.2% من أصل جميع الأسر من عدة أفراد يعيشون في نفس المنزل ونسبة 12.3% كانت تتألف من شخص يعيش بمفرده يبلغ من العمر 65 عاماً أو أكثر. وبلغ متوسط حجم الأسرة المعيشية 2.17، أما متوسط حجم العائلات فبلغ 2.93.
بلغ العمر الوسطي للسكان 36.5 عاماً. وكانت نسبة 22.9% من القاطنين تحت سن الثامنة عشر، وكانت نسبة 9.4% بين الثامنة عشر والرابعة والعشرين عاماً، ونسبة 28.5% كانت واقعةً في الفئة العمرية ما بين الخامسة والعشرين والرابعة والأربعين عاماً، ونسبة 24.7% كانت ما بين الخامسة والأربعين والرابعة والستين، ونسبة 14.5% كانت ضمن فئة الخامسة والستين عاماً فما فوق. وتوزع التركيب الجنسي للسكان بنسبة 48.2% ذكور و51.8% إناث.

## المدن التوأمة
مدن لفيف، كاكيغاوا، شيزوكا وسان جيوفاني فالدارنو هي مدن توأمة لـكورنينغ (نيويورك).

## أعلام
- مارغريت سانغر
- هاري دبليو. أندرسون
- فورست بيم
- لوسيان غرانت بيري الأب
- بيل مور
- غلين سبنسر
- جورج س. برات
- جوزيف كوستا
- تي. إم. رايت
- جيمس لامي